# جاستن ديفيس (لاعب كرة قدم)
جاستن ديفيس (بالإنجليزية: Justin Davis)‏ هو لاعب كرة قدم أمريكي، ولد في 6 مايو 1988 في ليتشفيلد بارك في الولايات المتحدة. لعب مع دي موين  مانس ‏.

## وصلات خارجية
- جاستن ديفيس على موقع الدوري الأمريكي (الإنجليزية)
- جاستن ديفيس على موقع قاعدة بيانات كرة القدم.إي يو (الإنجليزية)
- جاستن ديفيس على موقع Soccerway.com (الإنجليزية)